# Louis-Henri Nicot
Pour les articles homonymes, voir Nicot.
Louis-Henri Nicot, né le 12 février 1878 à Rennes et mort le  12 juillet 1944 dans le 15e arrondissement de Paris, est un sculpteur français.

## Biographie

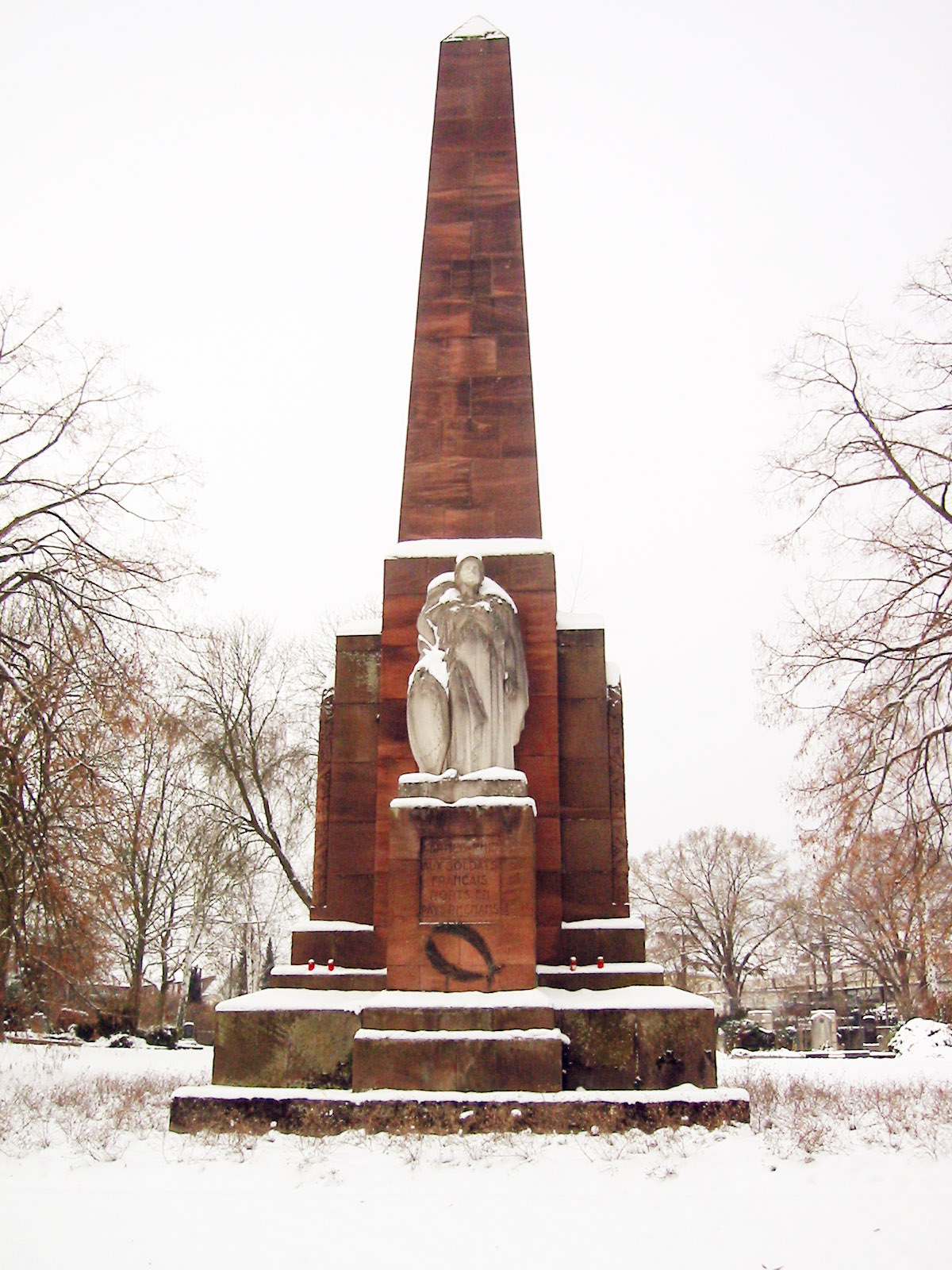
Monument aux morts de l'Armée du Rhin, cimetière principal de Mayence (1925).

Louis-Henri Nicot est le fils de l'entrepreneur Henri Amédée Nicot et de Blanche Augustine Ardilouze. Il est élève à l'École régionale des beaux-arts de Rennes avant de devenir professeur à l'École des arts appliqués Olivier-de-Serres à Paris. Il est médaillé d'or au Salon des artistes français. Il décore le palais de justice de Reims, exécute le Monument aux morts de l'armée du Rhin du cimetière principal de Mayence.
Il est également l'auteur de la statue Evangéline (musée des beaux-arts de Rennes), La Martyre de Longfellow, Annaïg Mam Goz du Faouët, et du Monument à Théodore Botrel à Pont Aven.
Il a créé de nombreuses céramiques à thèmes bretons, dont Les Trois commères, Le Léonard au veau, La Marchande de poulets, Le Vœu du marin (vers 1930) éditées par le faïencier Henriot de Quimper. Il a aussi sculpté les bustes de l'amiral Émile Guépratte et de Charles Le Goffic, ainsi que de nombreux monuments aux soldats morts pour la France.
Son Monument aux morts de Guémené-Penfao (Loire-Atlantique) en pierre de Kersanton, de conception sobre, représente une femme du pays, debout, pleurant un soldat mort, allongé à ses pieds.
Plusieurs de ses œuvres sont conservées à Quimper au musée départemental breton : bronzes (Ouessantine ajustant sa coiffe), plâtres, céramiques (modèle en terre cuite de La Bretagne entre Arthur et Merlin), plusieurs faïences de Quimper.

## Hommage
Une rue de Rennes porte son nom (rue Louis-Henri Nicot).

## Galerie

Œuvres conservées au musée d'Art et d'Histoire de Saint-Brieuc
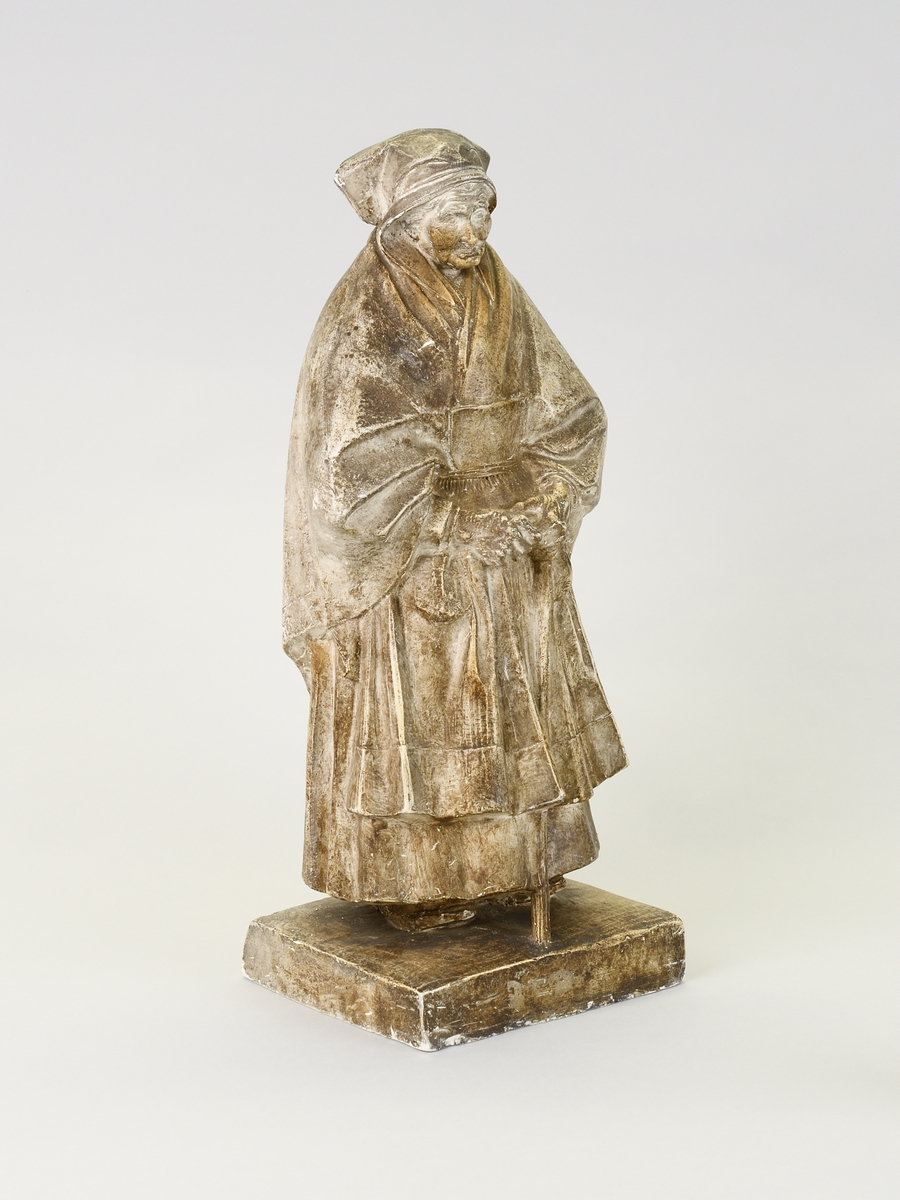
Vieille femme
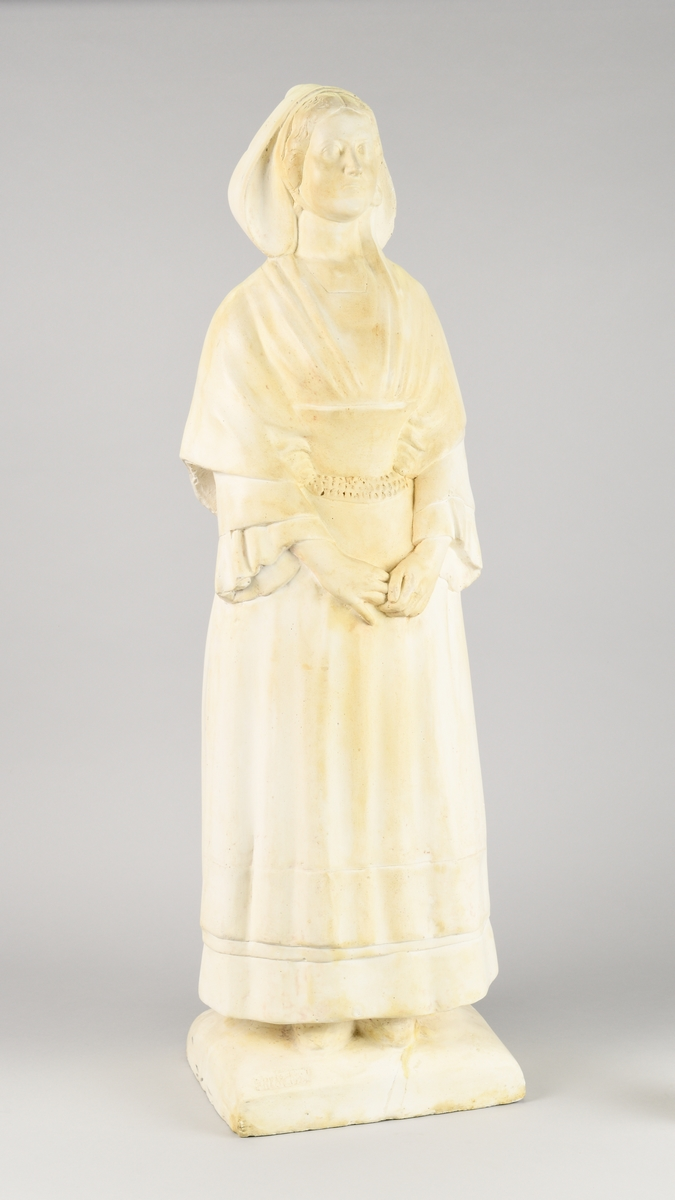
Jeune fille des environs de Saint-Brieuc
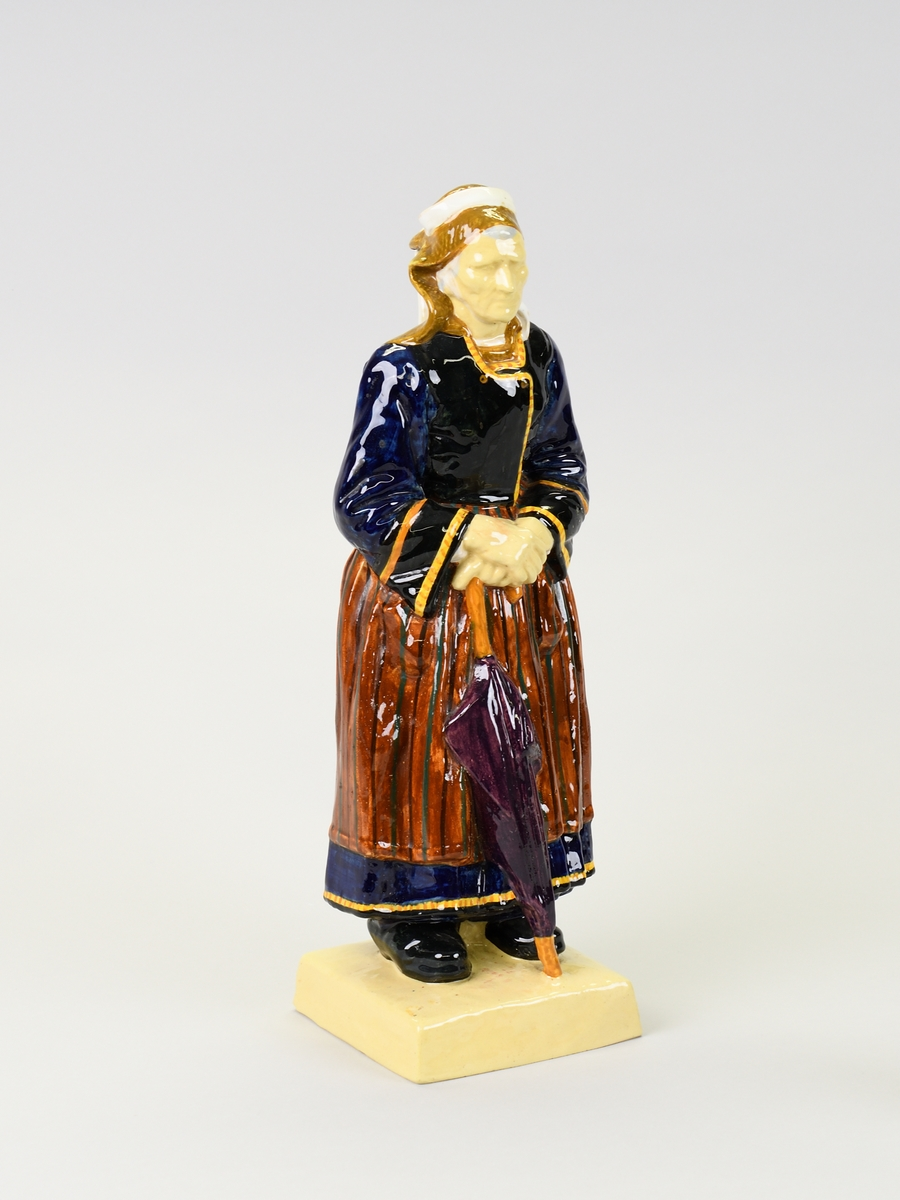
Vieille dame au parapluie
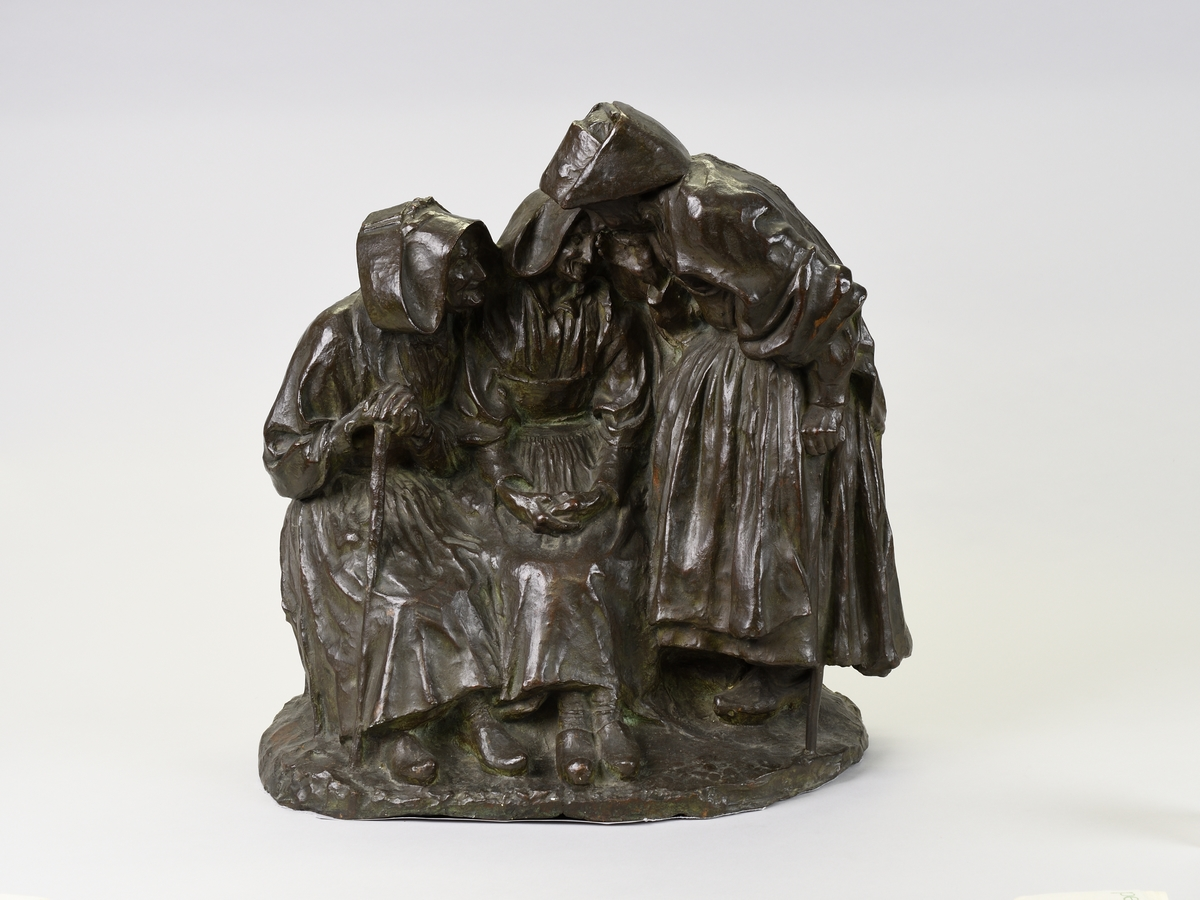
Commérages